# 암태중학교
암태중학교(岩泰中學校)는 대한민국 전라남도 신안군 암태면 단고리에 있는 공립 중학교이다.

## 학교 연혁
- 1967년 9월 8일 : 암태중학교 인가 (6학급), 초대 교장 양회종 선생
- 1968년 3월 25일 : 개교
- 1971년 1월 12일 : 제1회 67명 졸업
- 2023년 3월 1일 : 제25대 오충정 교장 부임
- 2025년 1월 8일 : 제55회 졸업(9명 졸업) 총 졸업생 수 4,539명

## 참고 자료
- 암태중학교 - 한국교육학술정보원 학교알리미